# Jiří Weiss
Jiří Weiss (Praga, 29 de marzo de 1913 – Santa Mónica (California), 9 de abril de 2004) fue un director de cine, guionista, dramaturgo y escritor checo.

## Biografía
Jiří Weiss nació en el seno de una familia judía rica de Praga. Fue bautizado así en honor al rey checo Jiří z Poděbrad. Su padfre era industrial. Desde que era joven, Weiss tenía ideas comunistas que lo enfrentaban con sus padres de tendencia más capitalista. Fue amigo de la sobrina de Franz Kafka Marianne Pollaková y leyó los libros del gran autor checo en la década de los 20. Se interesó por el cine pero sus padres presionaros para que estudiase derecho. Fue a vivir con su amigo y posteriormente también director K. M. Walló. Su padre Su padre lo había internado en un hospital psiquiátrico y Weiss nunca volvió a hablar con él. En ese momento escribió su primer libro para niños O věrné Hadimršce. Se hizo amigo de intelectuales de izquierda, incluidos Vladislav Vančura o Ivan Olbracht. Vančura lo invitó a ser director de fotografía asistente en su película "Marijka the Faithless" en 1934.
Weiss tomó prestada una cámara de 16 mm e, inspirado por los cineastas soviéticos, hizo su primera película amateur sobre jóvenes en canoa en río Sázava. Envió la película al Festival Internacional de Cine de Venecia donde ocupó el quinto lugar entre 72 películas en 1935. Eastman Kodak Company se acercó a él e intercambió la película con ellos por Stock de película de 35 mm. Nuevamente tomó prestada una cámara e hizo otra película con el mismo tema y los mismos actores llamada People in the Sun. Editó la película durante las noches utilizando equipos de las oficinas de MGM. La película se proyectó en el cine Kotva de Praga como parte del programa de vanguardia junto con La sangre de un poeta o Un Chien Andalou. Weiss fue elogiado por la crítica local y ganó un premio estatal de 10.000 Kčs. En 1936 fue contratado en el estudio A-B en Praga e hizo su primera película profesional "El sol brilla sobre Lužnice". Luego fue aprendiz con los directores Martin Frič y Hugo Haas. En 1936 dirigió un breve documental sobre la aviación "Danos las alas". Weiss estaba en medio de la filmación del documental por el 20 aniversario de Checoslovaquia "Veinte años de libertad" cuando ocurrió Acuerdo de Múnich.
En 1939, después de la ocupación de Checoslovaquia, fue a Inglaterra para hacer el documental The Rape of Czechoslovakia con la ayuda de Basil Wright, Paul Rotha y Louis MacNeice. Weiss se hizo voluntario del Ejército británico y fue asignado para hacer los documentales de guerra para Crown Film Unit. en 1942 escribió el libro Lost Government. El 13 de marzo de 1943 Weiss y Ota Ornest dirigieron la obra de MacNeice A Town without a Name en Royal Albert Hall. Posteriormente se unió al escuadrón 311 de la RAF, donde llegó a ser capitán. Se unió al 21.º del grupo de ejércitos para documentar la liberación de Francia, Bélgicay Países Bajos. Estuvo presente en la liberación del campo de concentración de Buchenwald.
Volvió a Praga el 13 de mayo de 1945. Toda su familia, incluso sus padres, murieron en el Holocausto. Realizó su primer largometraje The Stolen Frontier en 1947. Weiss, aún un ferviente comunista, se apartó del partido en las persecuciones comunistas de la década de los 50. Sus principales películas de esa época son La guarida del lobo (1957), Romeo, Julieta y las tinieblas (1959) y la coproducción checobritánica Ninety Degrees in the Shade (1965).
Después de la invasión de Checoslovaquia por el Pacto de Varsovia dejó el país y se fue a vivir a Berlín, donde dio clases de cine. Posteriormente emigró a los Estados Unidos. Dio clases en el Hunter College de Nueva York, en la UCSB, Santa Bárbara. Consiguió la ciudadanía estadounidense en 1986. Continuó escribiendo guiones pero no pudo producir ninguna de ellas. Durante ese tiempo escribió dos obras – The Jewish War (1986) y Berenice (1990). En 1991, dirigió su última película Marta y yo. En 1995, publicó sus memorias Bílý Mercedes.

## Filmografía seleccionada

### Películas
- The Stolen Frontier (1947)
- Dravci (1948)
- The Last Shot (1950)
- New Fighters Shall Arise (1950)
- My Friend the Gipsy (1953)
- La guarida del lobo (Vlčí jáma) (1957)
- Romeo, Julieta y las tinieblas (Romeo, Julie a tma) (1959)
- The Coward (1961)
- El helecho dorado (Zlaté kapradí) (1963)
- Ninety Degrees in the Shade (1965)
- Marta y yo (Martha et moi) (1991)

### Documentales
- People in the Sun (1935)
- Give us the Wings (1936)
- A Song About Carpathian Ruthenia (1937)
- The Rape of Czechoslovakia (1939)
- Eternal Prague (1940)
- 100 Million Women (1942)
- Fighter Pilot (1943)
- Before the Raid (1943)
- Night and Day (1945)
- We Will Remain Faithful (1945)

## Premios y distinciones
Festival Internacional de Cine de Venecia
| Año  | Categoría                          | Película            | Resultado |
| ---- | ---------------------------------- | ------------------- | --------- |
| 1958 | Premio New Cinema - Mejor película | La guarida del lobo | Ganador   |

Festival Internacional de Cine de San Sebastián
| Año  | Categoría                         | Película                       | Resultado |
| ---- | --------------------------------- | ------------------------------ | --------- |
| 1960 | Concha de Oro a la mejor película | Romeo, Julieta y las tinieblas | Ganador   |
| 1967 | Concha de Plata                   | Vražda po česku                | Ganador   |

Festival Internacional de Cine de Berlín
| Año  | Categoría      | Película              | Resultado |
| ---- | -------------- | --------------------- | --------- |
| 1965 | Premio UNICRIT | Třicet jedna ve stínu | Ganador   |